# شهرستان نینگیوان
شهرستان نینگیوان (به لاتین: Ningyuan County) یک منطقهٔ مسکونی در چین است که در یونگژو واقع شده‌است. شهرستان نینگیوان ۲٬۴۸۸٫۸۷ کیلومتر مربع مساحت و ۷۰۰٬۷۵۹ نفر جمعیت دارد.